# Thysanoteuthis
Thysanoteuthis is een geslacht van inktvissen uit de familie van de Thysanoteuthidae.

## Soorten
- Thysanoteuthis danae (Joubin, 1933)
- Thysanoteuthis nuchalis Pfeffer, 1912
- Thysanoteuthis rhombus Troschel, 1857